# Wahlen in den Vereinigten Staaten 2010
Die Wahlen in den Vereinigten Staaten 2010 fanden am 2. November statt. Es handelte sich um Halbzeitwahlen (englisch Midterm elections) während der ersten Amtszeit von US-Präsident Barack Obama. Sie lagen genau zwischen den Präsidentschaftswahlen 2008 und 2012.
Gewählt wurden:
- alle 435 Sitze im Repräsentantenhaus, siehe hier
- 37 der 100 Sitze im Senat, siehe hier
- in 39 Staaten und Territorien wurden die Gouverneursposten neu besetzt, siehe hier
- viele Parlamente auf Ebene der Bundesstaaten
- sowie einige Legislativen auf Kommunalebene.

In weiteren Staaten gab es Einzelabstimmungen zu Sachthemen:
- In Kalifornien wurde über die Legalisierung von Marihuana abgestimmt (California Proposition 19).
- In Oklahoma sollten die Bürger entscheiden, ob sich die Staatsgerichtshöfe bei Urteilen auf internationales oder islamisches Recht stützen dürfen oder nicht[1] (State Question 755[2]).

## Der Wahlkampf
Bestimmendes Thema im Wahlkampf war die wirtschaftliche Lage der Vereinigten Staaten, insbesondere die Situation auf dem Arbeitsmarkt (siehe US-Arbeitsmarktstatistik) und die hohe Staatsverschuldung. Die Finanzkrise ab 2007 (die 2009 auch auf die Realwirtschaft übergriff) hatte negative Folgen gehabt. In der Bevölkerung machte sich Enttäuschung über den Kurs der Regierung Obama breit, obwohl diese Krise während der Regierungszeit von George W. Bush begonnen hatte. Im Zuge dieser Stimmung profilierte sich die rechtspopulistische Tea-Party-Bewegung.

## Auswirkungen
Vom Ausgang der Wahlen 2010 hing ab, wie viel politischen Spielraum Präsident Obama in der zweiten Hälfte seiner ersten Amtszeit haben würde. Durch den Verlust der Mehrheit im Repräsentantenhaus, während der Senat knapp gehalten wurde, konnte Obama künftig keine Gesetze mehr ohne die oppositionellen Republikaner verabschieden. In den folgenden Jahren blockierten die Republikaner sämtliche ihnen linksliberal erscheinende Vorhaben des US-Präsidenten.
Die amerikanische Politikwissenschaft nannte die Zwischenwahlen 2010 eine Wave election.